# The Singles 1984-2004
The Singles 1984–2004 è una raccolta degli a-ha pubblicata nel 2004 e nel 2005 col nome di The Definitive Singles Collection 1984–2004.

## Tracce

### The Singles: 1984-2004
Testi di Paul Waaktaar-Savoy, eccetto dove indicato.
1. Take on Me - (Paul Waaktaar-Savoy; Magne Furuholmen; Morten Harket)
2. The Sun Always Shines on T.V. (7" Edit) - (Paul Waaktaar-Savoy)
3. Train of Thought (7" Remix) - (Paul Waaktaar-Savoy)
4. Hunting High and Low (7" Remix) - (Paul Waaktaar-Savoy)
5. I've Been Losing You - (Paul Waaktaar-Savoy)
6. Cry Wolf - (musica: Magne Furuholmen - testo: Paul Waaktaar-Savoy, Magne Furuholmen)
7. Manhattan Skyline (7" Edit) - (Paul Waaktaar-Savoy; Magne Furuholmen)
8. The Living Daylights (Single Version) - (Paul Waaktaar-Savoy; John Barry)
9. Stay on These Roads - (Paul Waaktaar-Savoy; Magne Furuholmen; Morten Harket)
10. Touchy! - (Magne Furuholmen; Morten Harket; Paul Waaktaar-Savoy)
11. Crying in the Rain - (Howard Greenfield; Carole King)
12. Move to Memphis - (musica e testo: Paul Waaktaar-Savoy, Magne Furuholmen)
13. Dark Is the Night - (Paul Waaktaar-Savoy)
14. Shapes That Go Together - (Magne Furuholmen; Paul Waaktaar-Savoy)
15. Summer Moved On (Radio Edit) - (Paul Waaktaar-Savoy)
16. Minor Earth Major Sky (Niven's Radio Edit) - (Paul Waaktaar Savoy; Magne Furuholmen)
17. Velvet (Radio Version) - (Paul Waaktaar-Savoy)
18. Forever Not Yours - (Magne Furuholmen; Morten Harket)
19. Lifelines (Album Version Edit) - (Magne Furuholmen)

### The Definitive Singles Collection 1984–2004
1. Take on Me
2. The Sun Always Shines on T.V.
3. Train of Thought
4. Hunting High and Low
5. I've Been Losing You
6. Cry Wolf
7. Manhattan Skyline
8. The Living Daylights
9. Stay on These Roads
10. Touchy!
11. You Are the One
12. Crying in the Rain
13. Dark is the Night
14. Shapes That Go Together
15. Summer Moved On
16. Lifelines
17. Velvet
18. Take on Me (Enhanced Video)